# Thomas Larkins
Thomas Larkins (ur. 9 czerwca 1986 r. w Melbourne) – australijski wioślarz.

## Osiągnięcia
- Mistrzostwa Świata U-23 – Glasgow 2007 – ósemka – 3. miejsce[1].
- Mistrzostwa Świata – Poznań 2009 – ósemka – 7. miejsce[1].